# Нижние Грачики (Тарасовский район)
Ни́жние Гра́чики — хутор в Тарасовском районе Ростовской области.
Входит в состав Зеленовского сельского поселения.

## Население
| 2010 | 2011 |
| ---- | ---- |
| 52   | ↗65  |

## Улицы
- ул. Дачная,
- ул. Подлесная,
- ул. Центральная.